# Matalajärvi (sjö i Luumäki, Södra Karelen)
Matalajärvi är en sjö i kommunen Luumäki i landskapet Södra Karelen i Finland. Sjön ligger 75,2 meter över havet. Arean är 56 hektar och strandlinjen är 5,37 kilometer lång. Sjön  ingår i Kymmene älvs huvudavrinningsområde.   Den ligger omkring 45 km väster om Villmanstrand och omkring 160 km nordöst om Helsingfors. 